# Nueva Francia (Santiago del Estero)
Nueva Francia is een plaats in het Argentijnse bestuurlijke gebied Silípica in de provincie Santiago del Estero. De plaats telt 643 inwoners.